# Cremefraiche
Cremefraiche eller creme fraiche (af fransk crème fraîche 'frisk fløde') er syrnet og ofte pasteuriseret fløde.
| Mad og drikke | Spire Denne artikel om mad og drikke er en spire som bør udbygges. Du er velkommen til at hjælpe Wikipedia ved at udvide den. |